# Трушкі (гміна Пйонтниця)
Трушкі (пол. Truszki) — село в Польщі, у гміні Пйонтниця Ломжинського повіту Підляського воєводства.
Населення — 127 осіб (2011).
У 1975-1998 роках село належало до Ломжинського воєводства.

## Демографія
Демографічна структура станом на 31 березня 2011 року:
|          | Загалом | Допрацездатний вік | Працездатний вік | Постпрацездатний вік |
| -------- | ------- | ------------------ | ---------------- | -------------------- |
| Чоловіки | 62      | 12                 | 46               | 4                    |
| Жінки    | 65      | 13                 | 37               | 15                   |
| Разом    | 127     | 25                 | 83               | 19                   |